# Paesaggio culturale di Lednice-Valtice
Il Paesaggio culturale di Lednice-Valtice (ceco: Lednicko-valtický areál) è un complesso naturale-culturale di 283,09 km² nella Repubblica Ceca, e per la precisione in Moravia Meridionale, vicino a Břeclav ed a Mikulov, nei pressi di un altro sito protetto dall'UNESCO (Area protetta di Pálava).

## Storia e descrizione
Durante il diciottesimo ed il diciannovesimo secolo l'area venne modificata dai signori locali, appartenenti alla casa reale del Liechtenstein, in un grande parco con due centri abitati:
- Castello di Valtice (con relativa città)
- Castello di Lednice (con relativo paese)

Queste due località sono unite da una strada intitolata a Petr Bezruč (creata nel 1715). Esiste un terzo villaggio Hlohovec. Tra Lednice, Valtice e Hlohovec si trovano i laghi Lednice (Lednické rybníky): Mlýnský, Prostřední, Hlohovecký e Nesyt. Buona parte del complesso è coperta da una pineta (Boří les) e parzialmente da una foresta adiacente al Dyje.
Oltre alle strutture già citate si possono trovare numerosi padiglioni sparsi per l'intero complesso (spesso usati come capanni per la caccia):
- Rajsna (tedesco: Reistna, Il colonnato)
- un colonnato neoclassico sulla cima di una collina che sovrasta Valtice (simile ad una gloriette) databile tra il 1810 ed il 1820
- Belvedere
- Rendezvous (o Tempio di Diana)
- capanno da caccia a forma di arco neoclassico del 1810
- Cappella di Sant'Uberto (Kaple svatého Huberta)
- colonna neogotica del 1850 dedicata a Sant'Uberto, situata nella pineta
- Casa di Confine (Hraniční zámeček)
- castello neoclassico costruito nel 1820 sul vecchio confine tra Bassa Austria e Moravia
- Tempio delle Tre Grazie (Tři Grácie)
- galleria semicircolare con statue allegoriche delle Scienze, delle Muse ed una statua delle Tre Grazie del 1820
- Casa del Lago (Rybniční zámeček)
- sulla riva di uno dei laghi di Lednice
- Nový dvůr (tedesco: Neuhof, nuova fattoria) - una fattoria neoclassica terminata nel 1809, usata in origine per la pastorizia, ed attualmente usata come maneggio
- Tempio di Apollo (Apollónův chrám)
- capanno per la caccia neoclassico del 1810, sulle rive di un lago
- Capanno da caccia (Lovecký zámeček)
- casa neoclassica del 1806
- Castello di Giovanni (Janův hrad)
- "rovine artificiali" neogotico (ceco: umělá zřícenina, tedesco: künstliche Ruine) che ricordano un castello, finite nel 1810
- Minareto
- struttura di arte neo-moresca alta 62 metri all'interno del castello di Lednice (terminato nel 1804), utilizzato come torre di osservazione
- Obelisco
- eretto in memoria della pace sottoscritta nel Trattato di Campoformio (1798)
- Pohansko
- capanno da caccia in Stile Impero terminato dopo il 1812, ospita una mostra del museo di Břeclav:
vicino al capanno si trovano un importante sito archeologico della Grande Moravia e parti ristrutturate del vecchio confine fortificato della Cecoslovacchia
- Lány
- capanno da caccia in stile impero risalente all'inizio del diciannovesimo secolo

## Galleria d'immagini

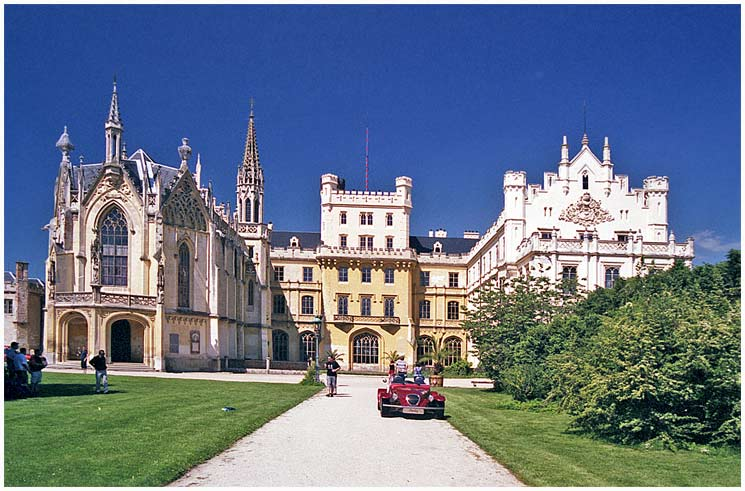
Castello di Lednice
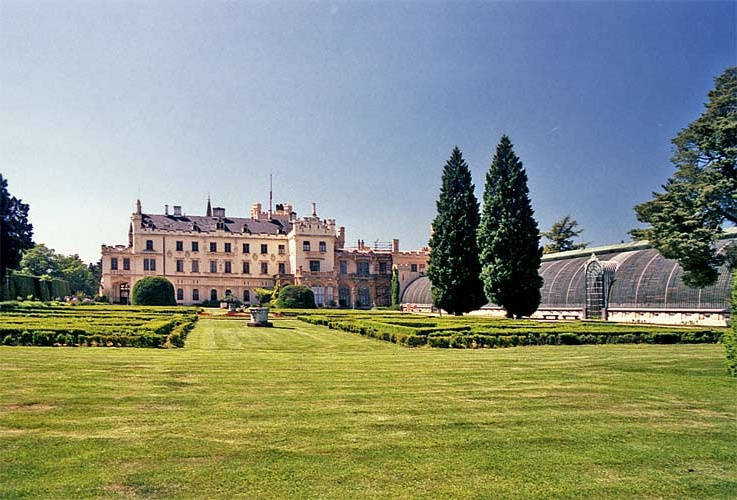
Castello di Greenhouse a Lednice
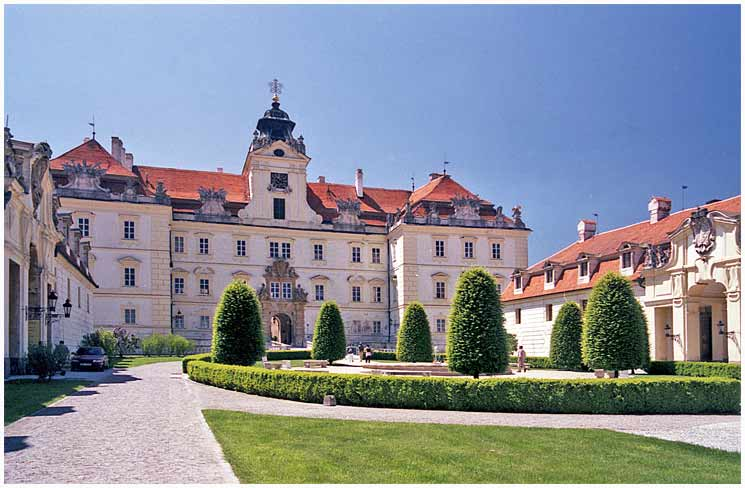
Castello di Valtice
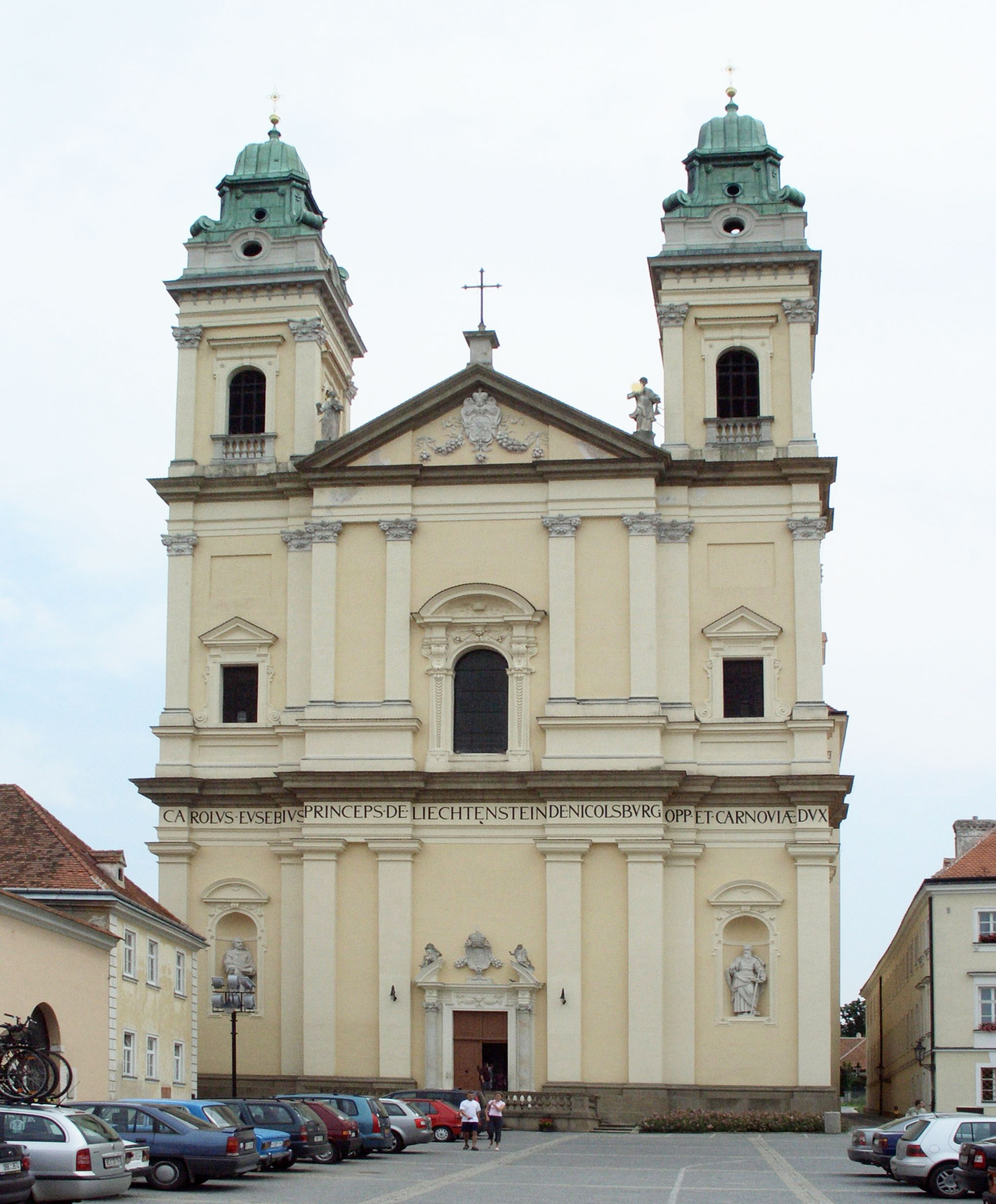
Chiesa di Santa Maria a Valtice
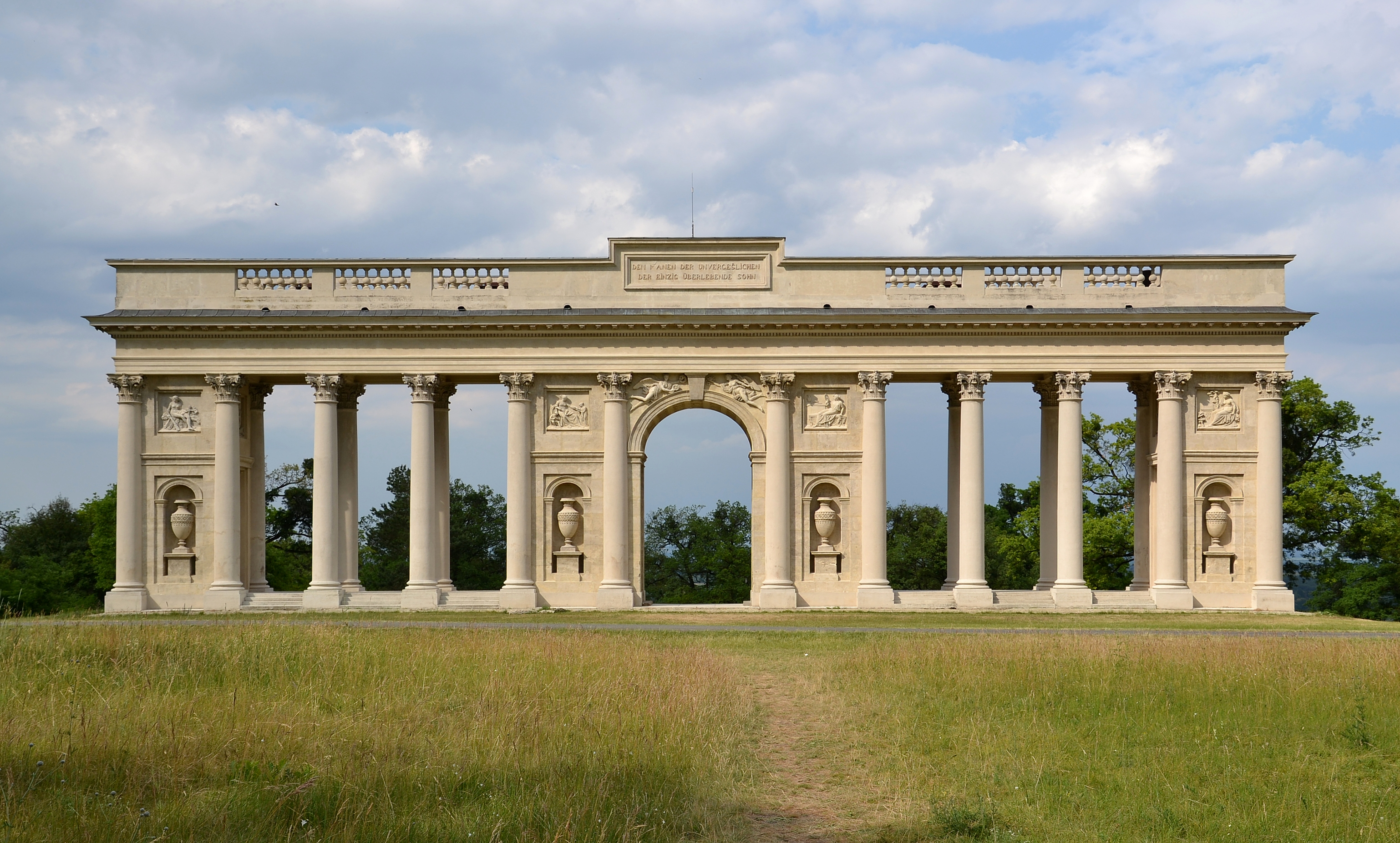
Rajsna
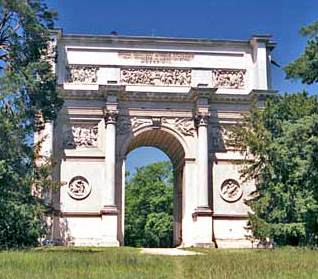
Rendezvous
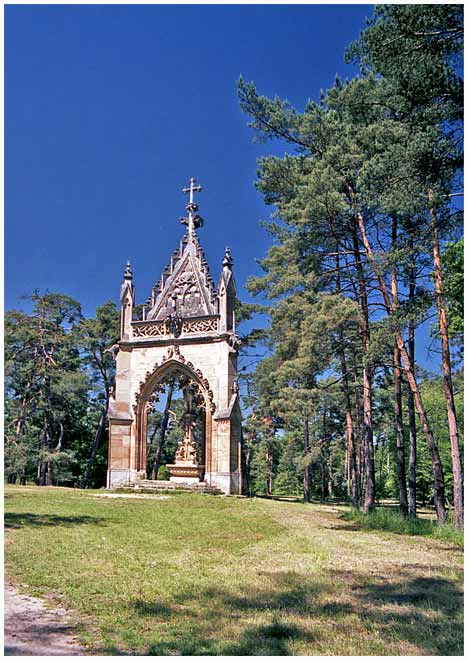
Cappella di Sant'Uberto
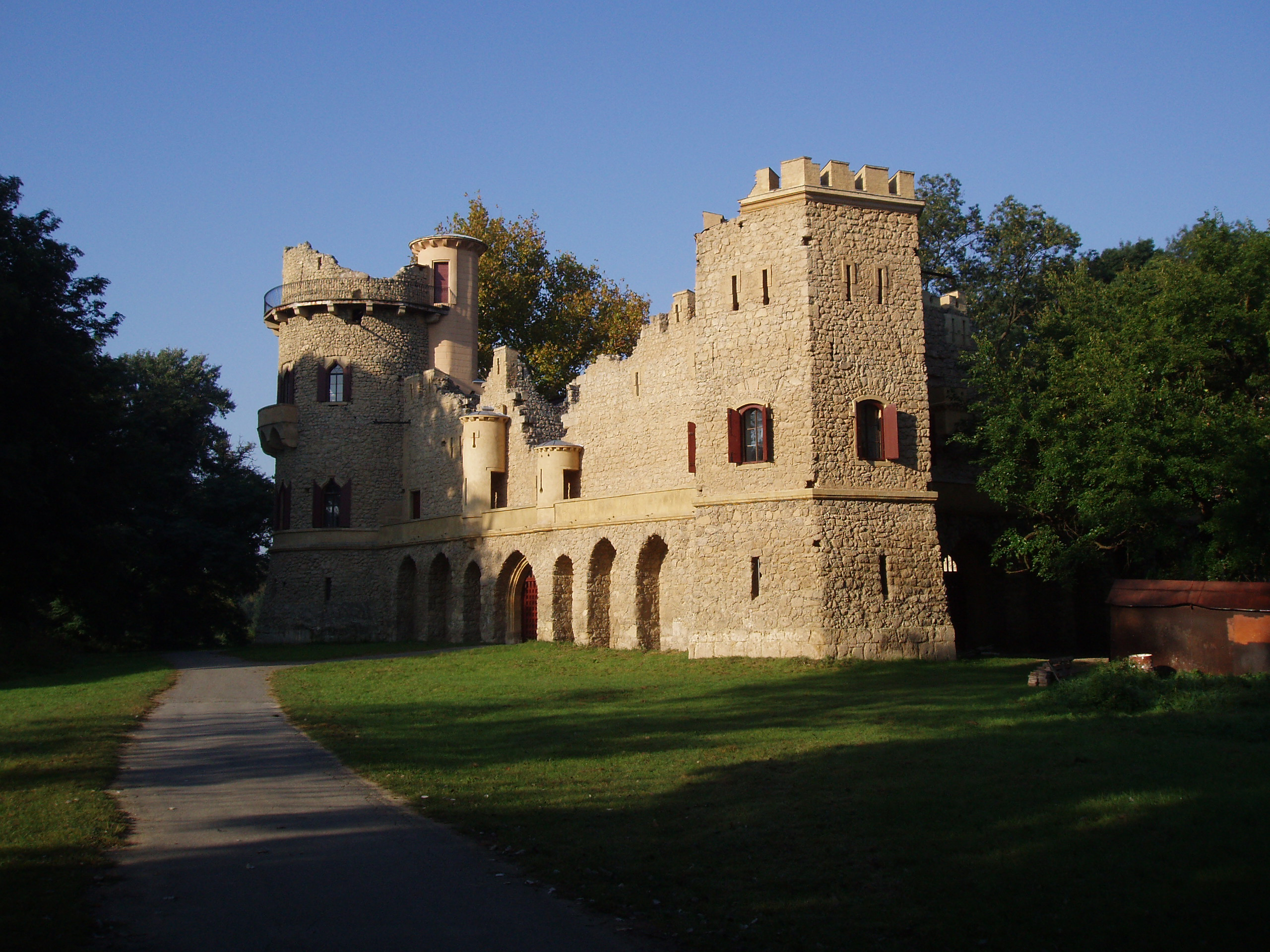
Castello di Giovanni
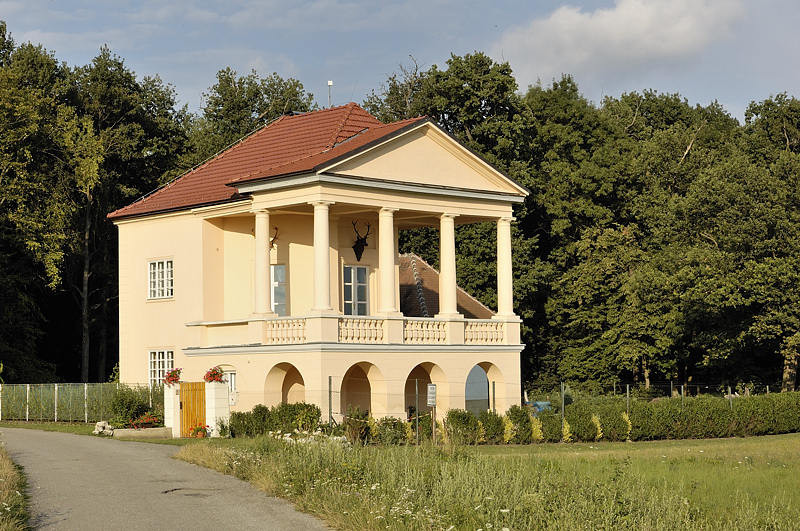
Capanno da caccia